# Communauté de communes du Pays de Courpière
Die Communauté de communes du Pays de Courpière ist ein ehemaliger französischer Gemeindeverband mit der Rechtsform einer Communauté de communes im Département Puy-de-Dôme in der Region Auvergne-Rhône-Alpes. Er wurde am 17. Dezember 1999 gegründet und umfasste zehn Gemeinden. Der Verwaltungssitz befand sich im Ort Courpière.

## Historische Entwicklung
Mit Wirkung vom 1. Januar 2017 fusionierte der Gemeindeverband mit  
- Communauté de communes Entre Allier et Bois Noirs,
- Communauté de communes de la Montagne Thiernoise sowie
- Thiers Communauté

und bildete so die Nachfolgeorganisation Communauté de communes Thiers Dore et Montagne.

## Ehemalige Mitgliedsgemeinden
1. Aubusson-d’Auvergne
2. Augerolles
3. Courpière
4. Néronde-sur-Dore
5. Olmet
6. La Renaudie
7. Saint-Flour
8. Sauviat
9. Sermentizon
10. Vollore-Ville